# Саб-Зиро
Саб-Зи́ро (англ. Sub-Zero, subzero [sʌbˈzɪərəʊ] — ниже нуля) — вымышленный игровой персонаж из серии Mortal Kombat. Он появляется в каждой игре этой серии, начиная с дебюта в 1992 году в первой игре Mortal Kombat. Он также появлялся в других произведениях медиафраншизы Mortal Kombat.

## Концепция
Согласно одному из создателей Mortal Kombat Джону Тобиасу, Саб-Зиро был изначально задуман как персонаж по имени Ниндзя, таинственный представитель «Лин Куэй». Джон Тобиас писал в своём Твиттере, что вдохновение пришло из книги «The Chinese Ninja Connection» Ли Синя, которая «постулирует исторические свидетельства существования Лин Куэй и их влияние на японских ниндзя. Я знал, что там были некоторые разногласия с утверждениями автора. Таким образом, мы разделяем персонажа на двоих изменив палитру, я думал, что это будет уместно, когда у одного китайское происхождение, а другого — японское, чтобы отчасти воплотить аргумент». Первоначально ледяного ниндзя звали Тундра, но имя было изменено, после того как один из разработчиков увидел фильм «Бегущий человек», где Subzero (без дефиса) — имя первого убийцы, напавшего на героя Арнольда Шварценеггера.

## Появления
Старший из двух братьев Саб-Зиро по имени Би-Хань (кит. 避寒, пиньинь Bìhán) был введён в первую игру Mortal Kombat, где он принимает участие в турнире «Смертельная битва». Ему было приказано Грандмастером клана Лин Куэй убить хозяина турнира Шан Цзуна и забрать его сокровище, но он не выполнил свою миссию, и был убит Скорпионом, который стремился отомстить за смерть родных и клана. Би-Хань становится нежитью по имени Нуб Сайбот.
В прямом продолжении Mortal Kombat II, место Би-Ханя занимает его брат Куай Лян (кит. 快凉, пиньинь Kuàiliáng). После смерти брата на первом турнире, Лин Куэй посылают Куай Ляна, чтобы выполнить незавершённое задание — убить Шан Цзуна.
В Mortal Kombat 3 младший Саб-Зиро убегает от Лин Куэй, которые хотели превратить своих воинов в киборгов. Три киборга убийцы были запрограммированы, чтобы найти и уничтожить Саб-Зиро, который к этому времени получил видение от Райдэна и согласился присоединиться к восстанию против новой угрозы.
В дополнение к текущему Саб-Зиро, Ultimate Mortal Kombat 3 и Mortal Kombat Trilogy включают играбельного персонажа, известного как Классический Саб-Зиро. Его биография утверждает, что он вернулся, чтобы попытаться снова убить Шан Цзуна, хотя он, как полагали, умер после первого Mortal Kombat. Тем не менее, его концовка утверждает, что он не оригинальный Саб-Зиро, а неизвестный воин, который отсутствовал в предыдущем турнире.
В Mortal Kombat Mythologies: Sub-Zero, которая служит приквелом к первой игре Mortal Kombat, колдун Куан Чи, воспользовавшись услугами Лин Куэй, нанимает Саб-Зиро, чтобы найти древний амулет. С помощью Саб-Зиро заполучив амулет Куан Чи отправляется обратно в Преисподнюю, а Саб-Зиро узнаёт от Рейдэна, что это был ключ к освобождению Шиннока. В финальном противостоянии Саб-Зиро удаётся сорвать с шеи Шиннока амулет. Затем Саб-Зиро возвращает его Рейдэну.
В Mortal Kombat 4 Райдэн вновь призывает Саб-Зиро помочь в защите Земного Царства против бывшего Старшего Бога Шиннока. В то же время, против Саб-Зиро сражается Скорпион, которому Куан Чи рассказал о том, что Саб-Зиро убил его семью. Но Скорпион оставляет Саб-Зиро после того, как узнаёт, что фактически, Куан Чи ответственен за гибель его жены и ребёнка, а также уничтожение клана Сираи Рю.
В Mortal Kombat: Deadly Alliance Саб-Зиро побеждает Сектора в борьбе за лидерство в управлении кланом Лин Куэй. Он также встречает Фрост, свою ученицу, и вместе они объединяются с воинами Земного Царства против союза Шан Цзуна и Куан Чи. В обеих играх Mortal Kombat: Deadly Alliance и Mortal Kombat: Unchained, Саб-Зиро сталкивается с противостоянием Фрост, но побеждает.
В Mortal Kombat: Deception Саб-Зиро присоединяется к группе Сюдзинко, чтобы отразить новую угрозу — Онага. В течение игры он также противостоит своему старшему брату Би Хану, который был воскрешён в образе тёмного демона Нуба Сайбота.
В Mortal Kombat: Armageddon в режиме Konquest, Саб-Зиро сталкивается с воином Тэйвеном, который вторгся во дворец Лин Куэй. Оба в итоге решили объединиться, чтобы остановить вторжение Нуб Сайбота и Смоука. После поражения захватчиков, Саб-Зиро остаётся с бессознательным Нуб Сайботом, чтобы найти способ спасти его.
Игра Mortal Kombat: Shaolin Monks знакомит игроков с событиями, которые предшествовали турниру в Mortal Kombat II. Саб-Зиро впервые появляется в качестве босса, но затем объединяется с главными героями Лю Каном и Кун Лао на короткое время, чтобы найти своего старшего брата.
Он, также появляется в кроссовере под названием Mortal Kombat vs. DC Universe, по сюжету Саб-Зиро участвует в войне между вымышленными вселенными и является главным героем в одной из глав в режиме истории. Эд Бун отмечает, что Саб-Зиро копирует Бэтмена от DC Comics поскольку оба «тёмные, таинственные, задумчивые персонажи». В концовке Саб-Зиро понимает, что он больше не убийца, которым был когда-то, и оставляет Лин Куэй. Вдохновлённый Бэтменом, он превращается в супергероя надев новый костюм с накидкой; но ему пока неизвестно, что Лин Куэй уже напали на его след, потому что не терпят дезертирство. В предматчевом диалоге в MK11 старшая богиня Центрион подтверждает, что Саб-Зиро посетил вселенную DC не во сне, как тот полагал, а наяву. Также в диалоге между собой Рэйден и Саб Зиро удивляются, что у обоих были одинаковые видения о другой реальности с "…тёмным рыцарем и героем в плаще. Диалоги оставляют намёк на то, что герои обеих франшиз существуют в единой вселенной.
Оба воплощения Саб-Зиро появляются в игре Mortal Kombat 2011 года, где в числе персонажей появился также Саб-Зиро в виде киборга LK-520. Он по-прежнему может замораживать противника ледяной энергией, выпуская её не из рук, а из пушки у него в груди. Также Кибер Саб-Зиро может полностью покрыть себя льдом и если противник прикоснётся к нему, то мгновенно замёрзнет. Он может выпускать из груди бомбы, которые замораживают противника, а также умеет телепортироваться, разделяясь на несколько частей, а потом собираясь обратно в другом месте арены. Как и в своём человеческом облике Куай Ляна, он может создавать оружие изо льда — огромные мечи и ледяные глыбы. Кибер Саб-Зиро уже не выглядит как Сектор и Сайракс, а имеет свои индивидуальные особенности во внешности.
В игре события дружбы Смоука и Саб-Зиро развернулись по-другому. Райдэн успевает прийти на помощь Смоуку, которого схватили воины Лин Куэй. Таким образом, Смоука спасают и он остаётся человеком, однако, Лин Куэй добираются до Саб-Зиро и забирают его. Позже, он уже предстаёт в виде киборга, выполняющего приказы клана. Был схвачен и перепрограммирован защитниками Земли, но впоследствии убит Синдел, как и большинство земных воинов.
В составе бесплатного DLC с костюмами для Mortal Kombat 2011 года присутствуют Ретро Кибер Саб-Зиро и Классический Саб-Зиро.
Саб-Зиро появляется в человеческом обличье как играбельный персонаж в Mortal Kombat X.
В игре Injustice 2 является дополнительно загружаемым персонажем. В режиме истории после победы над Брейниаком, Саб-Зиро работал с Бэтменом, чтобы найти путь обратно в его вселенную. Тем временем первый стал учителем для более молодых союзников второго. После того, как тиранический Супермен был случайно освобожден из Фантомной зоны однако связанный с обязанностями Саб-Зиро предпочитает оставаться там столько, сколько ему нужно, чтобы он мог помочь Лиге Справедливости повторно заключить его в тюрьму.
Темой Mortal Kombat 11 стало слияние настоящего и прошлого времён, затеянное старшей богиней Кроникой с целью спасти своего сына Шиннока, уничтожить Рэйдена и в очередной раз переписать историю. Присоединившийся к положительным героям Саб-Зиро вместе со Скорпионом является главным героем четвёртой главы, в ходе которой ниндзя нападают на фабрику по производству киборгов. Игроку предстоит одолеть в боях следующих противников: Фрост, Сайракса, Нуба Сайбота и Сектора. При этом можно выбрать, за кого из ниндзя играть. В ходе главы Саб-Зиро и Скорпион перепрограммируют Сайракса, который отключает Фабрику, однако Фрост удаётся ускользнуть и всё же запустить её работу. Второе появление Саб-Зиро происходит в 11-й главе, где главным героем является Скорпион, причём во второй части — его демоническая версия из прошлого. Саб-Зиро является противником по третьему бою. Победив, Скорпион из прошлого осознаёт бессмысленность своей ярости и присоединяется к Саб-Зиро. Ниндзя освобождают таинственного Харона, который обеспечит главных героев кораблями для плаванья к острову, где предстоит финальное сражение с Кроникой.
В своей персональной концовке игры Саб-Зиро принимает решение переписать историю своего брата. Он помогает тому избежать чар Куан-Чи и кибернетизации Сектора, вдвоём они возглавляют клан Лин Куэй, укрепляют его величие и защищают Земное царство от вторжения.
В перезапущенной Лю Каном вселенной Mortal Kombat 1 Би-Хан является единственным Саб-Зиро, а его брат Куай Лян становится Скорпионом. Би-Хан изначально служит Земному царству, но по предложению Шан Цзуна переходит на сторону тьмы.

## В кино и анимации
- В фильме «Мортал Комбат» роль Би Хана исполнил индонезийский дзюдоист и актёр Джо Таслим. На первых кадрах фильма изображена семья Хандзо Хасаши, появляется надпись «Угодье Хандзо Хасаши (Япония, 1617 год)». Затем приходит Би Хань с воинами Линь Куэй и убивает всю семью, кроме дочки Хандзо, чьим потомком является главный протагонист фильма Коул Янг. Таким образом в фильме Скорпион, как и его заклятый враг старший Саб-Зиро (Би-Хан), убивший его семью, живут в XVII веке, и воскресают на короткий срок в наше время.
- В том же фильме Саб-Зиро старший показан как китаец средних лет в тёмно-синих одеждах (в 1617 году). В наше время старший Саб-Зиро работает на Шан Цзуна и выглядит как некий призрак: кожа бледная, глаза светлее, а одежда стала менее простой, на лице маска.

Косплей
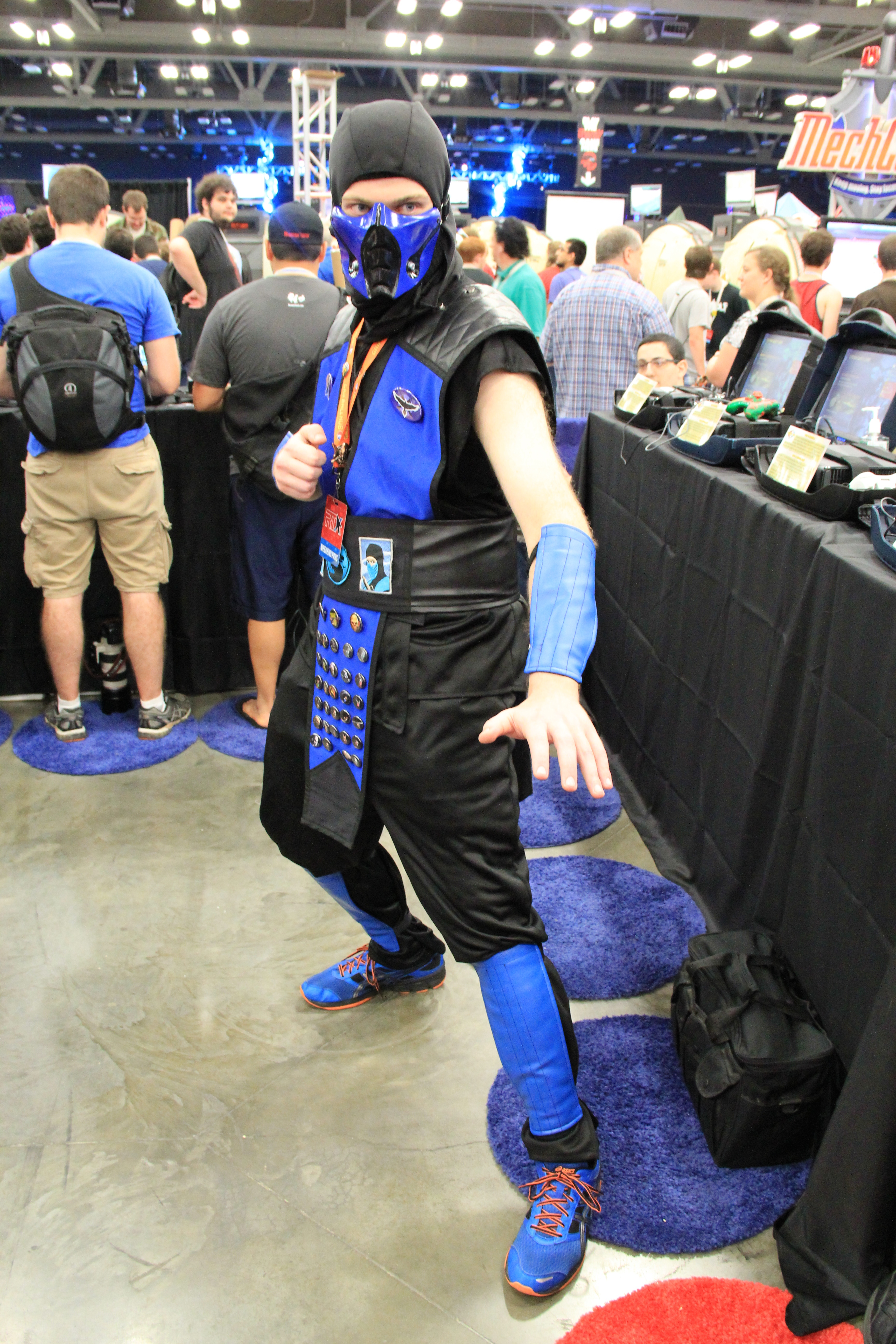
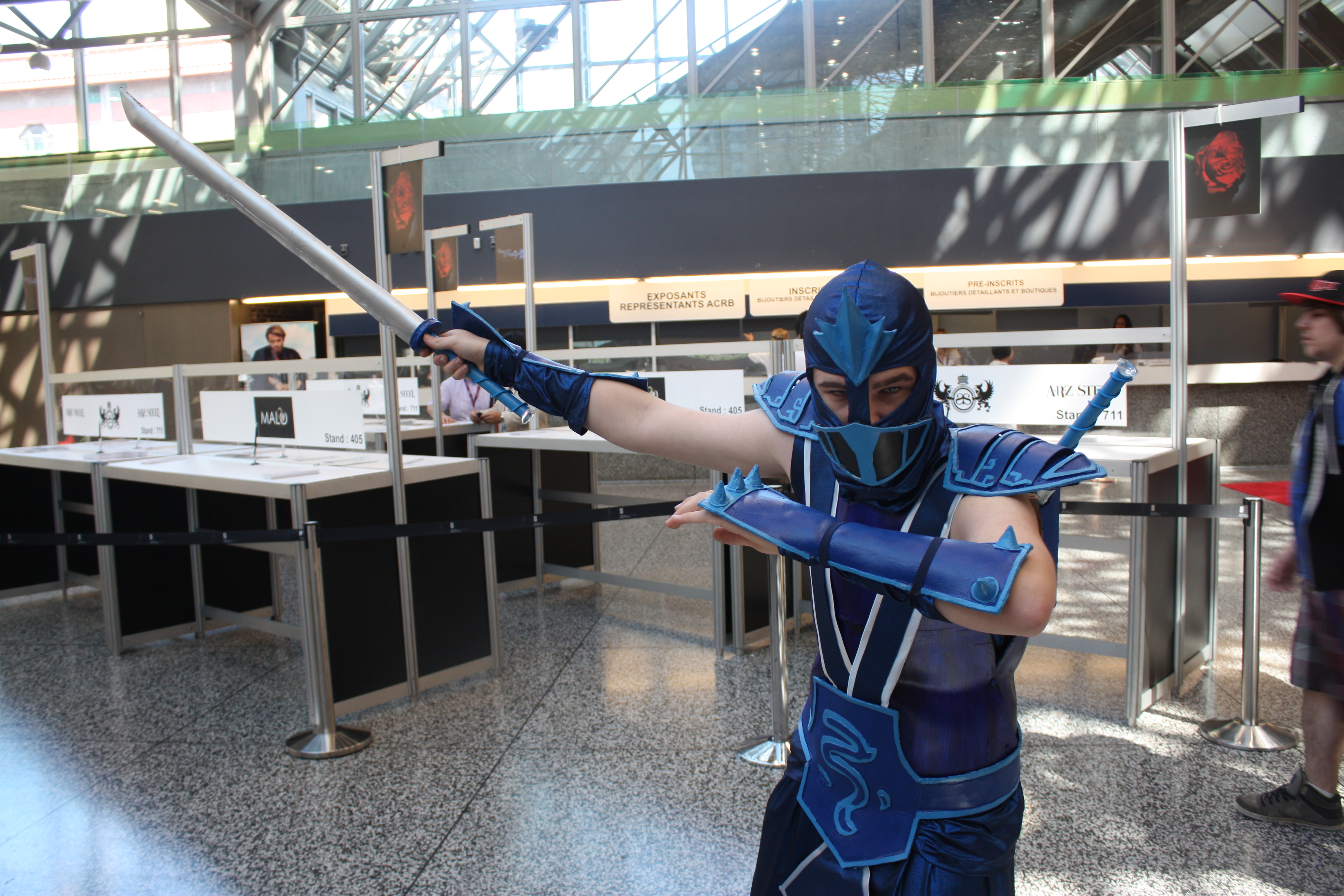
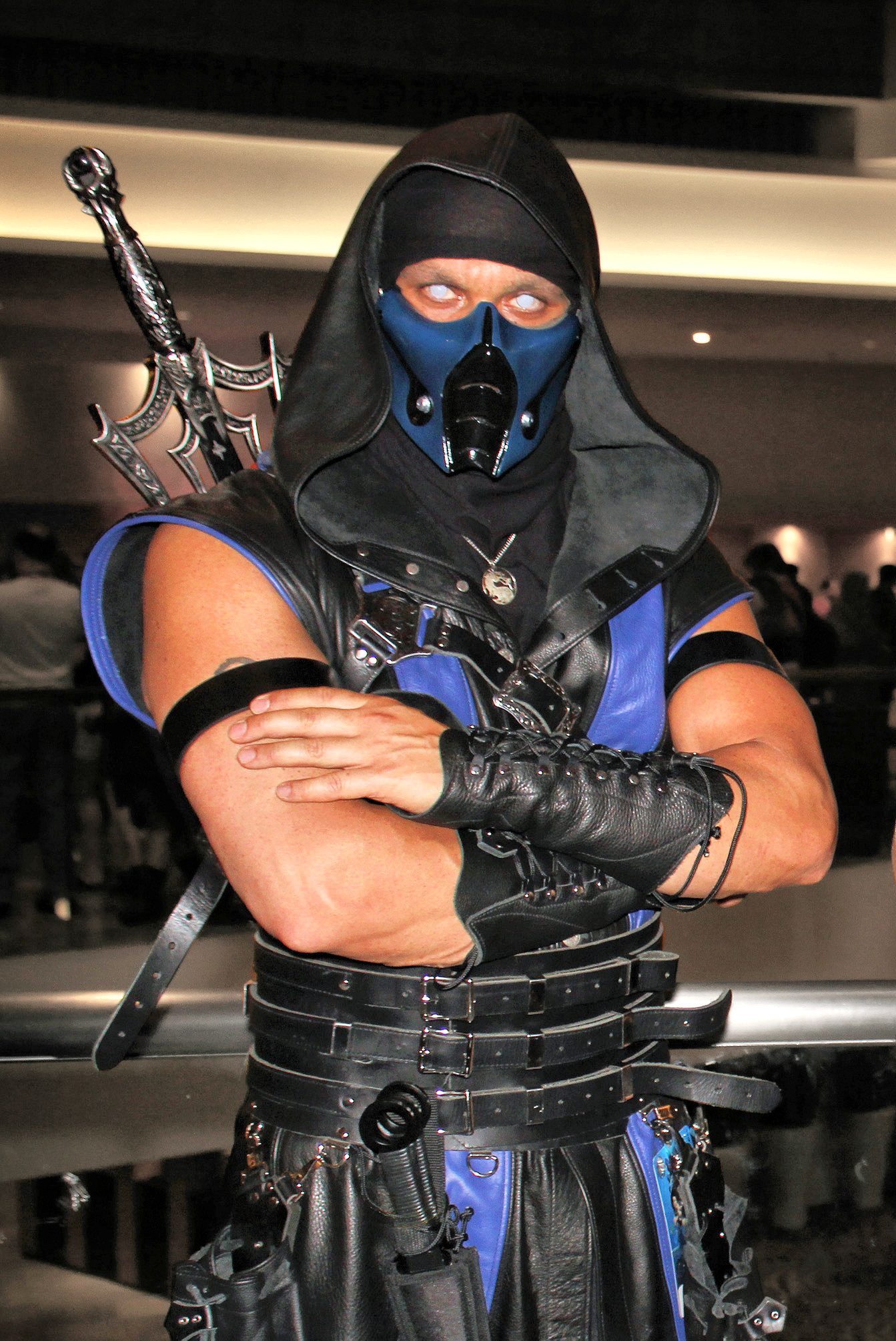

## Критика и отзывы
- Скорпион и Саб-Зиро разделили 5 место на списке лучших ниндзя по версии PC World в 2009 году[5].
- Заклятые враги разделили 4 место в списке лучших ниндзя по версии сайта WatchMojo.com в 2013 году[6].
- GamePro поставил Саб-Зиро и других ниндзя из серии на 3 место в их списке 2009 года лучших перекрашенных игровых персонажей, добавив, что «Midway Games превратили искусство создания новых персонажей из других, разноцветных персонажей, в науку»[7].